# ميشيل ويردي
ميشيل خليل الله-ويردي المشهور أيضًا بـميخائيل خليل الله-وِردي (1904 - 1978) شاعر وكاتب وموسيقي سوري. ولد في دمشق لأسرة أصلها من تركيا، ودرس فيها. ألم بالفرنسية والإنكليزية إلى جانب تضلّعه من العربية لغةً وأدبًا. له ديوان شعر سمّاه زهر الرّبا. وله عدة مؤلفات في الموسيقى وغيره. خلطوه الباحثون مع «ميخائيل بن خليل ميخائيل الله-ويردي.» (1868 - 1945). 

## سيرته
ولد ميشيل بن خليل الله ويردي (أو ميخائيل بن خليل الله-وِردي) في دمشق سنة 1904 في أسرة أصلها من تركيا. تلقى تعليمه في المدارس الأرثوذكسية التي كان يديرها والده وقد تعلم عنده اللغة العربية، إلى جانب إلمامه بالفرنسية والإنجليزية، ثم أكمل تعليمه على معلمين متخصصين، إلى جانب تعلميه ذاتيًا.

عمل محاسبًا في المحلات التجارية بدمشق، وفي عام 1930 شارك أخاه في الأعمال التجارية. أسهم في تأسيس النادي الأدبي والرابطة الموسيقية بدمشق. شارك في العديد من المؤتمرات الموسيقية: كمؤتمر الموسيقى الذي انعقد في القاهرة عام 1932، وفي عام 1964 استدعي ليحاضر في المؤتمر الدولي للموسيقى الذي انعقد في بغداد.

اشتهر إلى جانب كونه شاعرًا بحبه للموسيقى منذ صباه كما كان له ولع بالتصوير الآلي، وجمع الطوابع.
توفي ويردي سنة 1978 في دمشق. 

## شعره
ذكرت في معجم البابطين عن شاعريته «دار جلّ ما أتيح من شعره حول مديح النبي (ص)، وذلك من خلال معارضته لبردة البوصيري الشهيرة، يميل إلى الحكمة، ويتجه إلى الاعتبار، وإسداء النصيحة، وله شعر في الفخر الذاتي، والاعتزاز بكونه شاعرًا، إلى جانب شعر له في تذكر أمجاد العرب وحضارتهم التي علمت الإنسانية، كما كتب في المدح والإشادة، وكتب الموشحة ذات الغصون والأقفال، عذري الهوى والمزاج، يُعلي من جانب الروح على حساب الجسد، حالم بالمساواة وإشاعة العدل بين الناس، تتسم لغته بالطواعية، مع ميلها إلى المباشرة، وخياله نشيط. التزم عمود الشعر في بناء قصائده، إلى جانب رغبته في تنويع أشطاره وقوافيه.»

## مؤلفاته
- زهر الربا، أو زهر الربى، ديوان شعر
- فلسفة الموسيقا الشرقية
- بدائع العروض
- الموسيقا في بناء السلام
- العروبة والسلام

## وصلات خارجية
- في بوابة الشعراء